# SGS - Società Generale Semiconduttori
SGS - Società Generale Semiconduttori S.p.A. était une société italienne du secteur de l'ingénierie électronique, spécialisée dans la conception et la fabrication de circuits intégrés, à l'origine des diodes et des transistors pour la fabrication de calculateurs électroniques et d'installations de télécommunications. Elle est devenue STMicroelectronics qui, dans les années 2000, était le 5e producteur mondial de puces électroniques et micro-processeurs.

## Histoire
La société a été créée en 1957 par les sociétés italiennes Olivetti SpA, dont l'ingénieur Adriano Olivetti était le patron et Telettra SpA, avec la collaboration de la société américaine Fairchild Semiconductor, pionnière dans la fabrication de transistors et des circuits intégrés à Agrate Brianza, à l'est de Milan. La société a parmi ses recrues un jeune ingénieur Federico Faggin qui va développer la première technologie du processus MOS (semi-conducteur à oxyde de métal) et concevoir les premiers circuits intégrés complexes ainsi que le premier circuit intégré commercial à grilles auto-alignées.
La volonté de créer la société est venue à la suite du développement de l'ordinateur central (mainframe computer) de la gamme Olivetti Elea qui nécessitaient l'utilisation de nombreux transistors et diodes de haute qualité. Le siège de la société est implanté à Agrate Brianza, une ville située à l'est de Milan.
À la suite des pertes accumulées par la maison mère américaine en 1967, Fairchild Co. (USA) doit vendre une grande partie de ses actifs dont sa participation dans SGS mais débauche l'ingénieur Federico Faggin qui fait profiter Fairchild de ses brevets d'invention de la technologie MOS Silicon Gate (SGT) et des circuits mémoire. Olivetti vend alors la société au groupe public italien de télécommunications STET, une des multiples branches de la holding industrielle de l'État italien IRI. 

## SGS-ATES S.p.A.

### ATES - Aziende Tecniche Elettroniche del Sud S.p.A.
ATES - Aziende Tecniche Elettroniche del Sud S.p.A. - Entreprises Techniques Électroniques du Sud SpA était une société italienne de droit privé mais à capitaux publics, (NDR : comme il y en avait beaucoup dans l'Italie des années 1950 à 80) spécialisée dans la conception, la fabrication et le montage de composants électroniques et électromécaniques. La société a été créée par la volonté de Bernardo Olivetti, d'abord installée à L'Aquila puis, en 1963, dans la zone industrielle de Catane, en Sicile.

### Histoire
Le 12 août 1959, la société ELIT - Elettronica Italiana S.p.A. - ELIT - Électronique Italienne SpA est créée à L'Aquila. En 1959, elle est renommée ATES - Aquila Tubi Elettronici e Semiconduttori SpA - ATES Aquila Tubes Électroniques et Semi-conducteurs SpA, et plus tard Azienda Tecnica ed Elettronica del Sud.
L'usine principale, produisant des tubes électroniques de très haute qualité, qui ont notamment équipé les oscilloscopes Tektronix de l'époque, était implantée à L'Aquila, ville du centre de l'Italie, dans les Apennins, au niveau de Rome, le siège social était à Naples.
En 1961, la société américaine RCA prend une petite participation au capital. La même année, ATES lance la construction d'une nouvelle usine dans la zone industrielle de Catane, en Sicile, pour y produire des "semi-conducteurs à l'état solide" (diodes et transistors au germanium et au silicium) et des "composants passifs" (condensateurs et résistances). La société ATES - Componenti Elettronici S.p.A. a été constituée le 20 décembre 1963 et son siège était à Catane. Le capital était mixte, privé et public avec la STET, holding financière de la branche télécommunications du groupe d'État IRI, qui en détenait la majorité. Durant la seconde moitié des années 1960, l'augmentation de la demande et le développement de l'utilisation de ces nouvelles technologies aboutit à la création d'un second centre de R&D (recherche et développement) implanté à Castelletto, au sud de Milan.
Le développement de la société ne s'est jamais ralenti jusqu'au début des années 1970. Le 29 décembre 1972 un accord stratégique est signé qui valide la fusion des sociétés ATES et SGS et l'intégration d'ATES SpA dans SGS - Società Generale Semiconduttori SpA d'Agrate Brianza. La nouvelle entité est renommée SGS-ATES Componenti Elettronici S.p.A..
La décennie 1980 sera celle d'un essor sans précédent de la société avec l'arrivée d'un nouveau directeur général, Pasquale Pistorio, homme visionnaire qui fera de SGS un champion mondial de sa spécialité. Il réussit en peu de temps à restructurer complètement l'entreprise et à lui donner une impulsion forte pour développer de nouveaux produits et conquérir une clientèle mondiale. L'assemblée générale du 23 avril 1985 valide le changement de raison sociale en SGS - Microelettronica S.p.A.. Le site de Catane est transformé de simple unité de production en une unité intégrée autonome, dans laquelle outre la fabrication de circuits intégrés "chips" sur des tranches de silicium, la recherche et développement pour la conception de nouveaux produits à très haute valeur ajoutée est intégrée, ainsi que la partie marketing avec la vente au niveau mondial des productions.

## SGS-Thomson Microelectronics N.V.
Cette société est née d'une fusion absorption de Thomson Semi-conducteurs dans SGS-Microelettronica S.p.A. en mai 1987.

### Thomson Semi-conducteurs SA
La société Thomson Semi-conducteurs SA a été créée en 1985. Elle est le fruit de 30 ans de créations et fusions de petites entités spécialisées
En 1957, la société SFR (Société Française de Radio-électricité) est rachetée par la CSF (Compagnie générale de télégraphie Sans Fil). En 1960, SAIMPE (Société Auxiliaire Industrielle de Matériels et Pièces Détachées Électriques) est intégrée dans COSEM (COmpagnie générale de SEMi-conducteurs), filiale de CSF. En 1967, SESCO, filiale de Thomson absorbe COSEM et, en 1969, crée Sescosem (Société européenne de semi-conducteurs) qui rachète SILEC en 1972 et devient une division de Thomson. En 1980, Thomson-CSF crée une branche spéciale semi-conducteurs qui, après avoir été nationalisée en 1982, absorbe Eurotechnique en 1983.
De son côté, le CENG (Centre d'Études Nucléaires de Grenoble), né en 1957, crée une unité "électronique intégrée" qui produira son premier circuit intégré composé de 10 transistors, uniquement en 1965. Le 10 octobre 1967, le CENG crée un laboratoire spécialisé dans le domaine électronique à Grenoble, le Leti (Laboratoire d'électronique et de technologie de l'information) qui va disposer en 1972 d'une unité spéciale EFCIS (Etude et Fabrication de Circuits Intégrés Spéciaux) qui verra Thomson entrer au capital à hauteur de 35% en 1976, augmenter sa participation tous les deux ans avant d'en devenir le seul actionnaire en 1982 et de renommer la société Thomson EFCIS et de la fusionner avec Thomson CSF en 1985 et devenir Thomson Semi-conducteurs SA.

### SGS-Thomson
En mai 1987, un accord stratégique entre les gouvernements français et italien est signé. La France valide la fusion entre les sociétés Thomson Semi-conducteurs SA et SGS Microelettronica SpA avec intégration de la société française dans l'entreprise italienne et la création de la société SGS-Thomson Microelectronics, une joint-venture dont le siège est situé à Milan et le Président et CEO est Pasquale Pistorio, issu de la société italienne.
Cette nouvelle société a du affronter, dès sa création, la très grave crise du secteur des composants électroniques de 1989/90 mais son Président, en dirigeant visionnaire, décida d'investir 1 milliard de francs (valeur 1992) dans la réalisation d'un nouveau site industriel à Crolles au nord de Grenoble avec une salle blanche de 5 000 m2 sur un plancher anti-vibratile et avec une classe de propreté jamais réalisée en France. L'usine a été conçue sur le modèle des sites d'Agrate et de Catane en Italie. 

## STMicroelectronics NV
Après le retrait de Thomson du capital de SGS-Thomson en 1998, la société change de raison sociale et devient STMicroelectronics NV. Elle est classée au septième rang des producteurs mondiaux de semiconducteurs en 2005 et au cinquième rang en 2006.
STMicroelectronics NV, comme de très nombreuses entreprises, a subi la période de récession mondiale du début du XXIe siècle. Elle a su résister à une forte chute du marché sans trop de pertes et reste, en 2020, parmi les très grandes sociétés multinationales de sa spécialité à la pointe de la technologie.

## Sources et bibliographie
- Arbre généalogique de STMicroelectronics NV
- Livre SGS-Thomson : 25 000 hommes pour un succès, 1997, Histoire d'entreprises, Institute Éditeur.  (ISBN 2-907904-06-X)
- Site officiel de STMicroelectronics
- (it) « SGS - Tecnologia e servizio – 25 anni dedicati al progresso dei semiconduttori », SGS-ATES, 1983